# Microgaster
Microgaster är ett släkte av steklar som beskrevs av Pierre André Latreille 1804. Microgaster ingår i familjen bracksteklar.

## Dottertaxa tillMicrogaster, i alfabetisk ordning[1][2]
- Microgaster abengouroui
- Microgaster adisurae
- Microgaster agama
- Microgaster alajensis
- Microgaster albomarginata
- Microgaster alebion
- Microgaster alvearifex
- Microgaster ambositrensis
- Microgaster anandra
- Microgaster annulata
- Microgaster annulipesiduo
- Microgaster areolaris
- Microgaster asramenes
- Microgaster atropa
- Microgaster australis
- Microgaster balearica
- Microgaster bambeyi
- Microgaster bekilyensis
- Microgaster berberidis
- Microgaster biaca
- Microgaster bicolorinus
- Microgaster blanchardi
- Microgaster breviterebrae
- Microgaster brittoni
- Microgaster bumbana
- Microgaster campestris
- Microgaster canadensis
- Microgaster carinicollis
- Microgaster cariniger
- Microgaster caris
- Microgaster chivensis
- Microgaster chrysosternis
- Microgaster chrysostigma
- Microgaster cincticornis
- Microgaster cingulata
- Microgaster congregatiformis
- Microgaster consors
- Microgaster coronata
- Microgaster coxalis
- Microgaster crassicornis
- Microgaster debilitata
- Microgaster deceptor
- Microgaster deductor
- Microgaster desertorum
- Microgaster detracta
- Microgaster discoidus
- Microgaster ductilis
- Microgaster dudichi
- Microgaster duvauae
- Microgaster earina
- Microgaster elegans
- Microgaster epagoges
- Microgaster epectina
- Microgaster epectinopsis
- Microgaster erro
- Microgaster euchthoniae
- Microgaster eupolis
- Microgaster eurygaster
- Microgaster famula
- Microgaster femoralamericana
- Microgaster ferruginea
- Microgaster fischeri
- Microgaster flaviventris
- Microgaster flavofacialis
- Microgaster fulvicrus
- Microgaster fusca
- Microgaster gelechiae
- Microgaster gerulus
- Microgaster glabrior
- Microgaster glabritergites
- Microgaster globata
- Microgaster gracilis
- Microgaster grangeri
- Microgaster gregaria
- Microgaster guamensis
- Microgaster harnedi
- Microgaster heterocera
- Microgaster himalayensis
- Microgaster homocera
- Microgaster hospes
- Microgaster hungarica
- Microgaster hyalina
- Microgaster indica
- Microgaster insularis
- Microgaster intercus
- Microgaster kivuana
- Microgaster kuchingensis
- Microgaster latitergum
- Microgaster leechi
- Microgaster longicalcar
- Microgaster longicaudata
- Microgaster longiterebra
- Microgaster luctuosa
- Microgaster magnifica
- Microgaster mediosulcata
- Microgaster megaulax
- Microgaster memorata
- Microgaster meridiana
- Microgaster messoria
- Microgaster mexicana
- Microgaster mikeno
- Microgaster mortuorum
- Microgaster neglecta
- Microgaster nerione
- Microgaster nigricans
- Microgaster nigricornis
- Microgaster nigromacula
- Microgaster nitidula
- Microgaster nixalebion
- Microgaster nixoni
- Microgaster nobilis
- Microgaster novicia
- Microgaster noxia
- Microgaster obscuripennata
- Microgaster opheltes
- Microgaster ostriniae
- Microgaster palpicolor
- Microgaster pantographae
- Microgaster parvistriga
- Microgaster peroneae
- Microgaster persimilis
- Microgaster phthorimaeae
- Microgaster pictipes
- Microgaster pinos
- Microgaster planiabdominalis
- Microgaster plecopterae
- Microgaster plutocongoensis
- Microgaster polita
- Microgaster postica
- Microgaster primordialis
- Microgaster procera
- Microgaster pseudotibialis
- Microgaster psilocnema
- Microgaster pteroloba
- Microgaster punctithorax
- Microgaster ravus
- Microgaster recusans
- Microgaster reticulata
- Microgaster ruandana
- Microgaster rubricollis
- Microgaster ruficoxis
- Microgaster rufipes
- Microgaster rufithorax
- Microgaster rufotestacea
- Microgaster rugosicoxa
- Microgaster ruralis
- Microgaster scopelosomae
- Microgaster semirufa
- Microgaster seyrigi
- Microgaster shennongjiaensis
- Microgaster sinica
- Microgaster steinbergi
- Microgaster stenoterga
- Microgaster stictica
- Microgaster subcompleta
- Microgaster subcutanea
- Microgaster subtilipunctata
- Microgaster subtorquata
- Microgaster sulcata
- Microgaster superba
- Microgaster sylleptae
- Microgaster szelenyii
- Microgaster taishana
- Microgaster tianmushana
- Microgaster tjibodas
- Microgaster torquatiger
- Microgaster tortricis
- Microgaster tremenda
- Microgaster tristiculus
- Microgaster turneri
- Microgaster uliginosa
- Microgaster utibilis
- Microgaster vacillatropsis
- Microgaster varicornis
- Microgaster wittei
- Microgaster vulcana
- Microgaster yichunensis
- Microgaster yunnanensis
- Microgaster zhaoi